# 布雷根茨音樂節
布雷根茨音樂節（德語：Bregenzer Festspiele）是奧地利布雷根茨舉辦的藝術表演節慶。每年七月至八月間可見主要的展演活動，另外在五月至八月期間皆有售票的導覽行程。此節慶源起於1946年，以在博登湖畔舉辦聞名。近年的選演重點之一是贾科莫·普契尼的劇作，包括《波西米亞人》、《托斯卡》、《杜蘭朵》、《蝴蝶夫人》等。

## 沿革
自1946年開幕起，布雷根茨音樂節就是面向國際的節慶活動。初期的觀眾主要來自德國、瑞士和法國等地。演出的場地則架設在二只大型驳船上，分別供樂團以及舞台硬體使用。
布雷根茨最重要的樂團是维也纳交响乐团，他們每年都會在此亮相。值得一提的是，許多不同的指揮者在此與維也納交響搭配演出，基本上是一曲一人，形成了樂團為輔、指揮為主的有趣習俗。
2001年起，除了傳統的歌劇展演之外，新設了幾項當代藝術展覽，包括與布雷根茨藝術之家合作的活動。此外也有兒童音樂節、歌劇和管樂隊工作坊，或是以家庭、學校為單位的小型音樂會等。
2010年，布雷根茨舉行了大約一百場演出，估計有200,000名觀眾參與。
大衛·龐特尼是布雷根茨長期的藝術總監（2003年－2014年）。伊麗莎白·索博特卡接任（2015年）之後，音樂節的規模略有縮減，她所創設的歌劇工作坊「旨在提供年輕歌者一個專業的環境」，協助他們成長。
2018年，音樂節在五週內就吸引超過270,000人，打破歷史紀錄。2017年與2018年的劇目《卡門》共有逾400,000人入場收看。

## 展演場館
它有幾個不同的場館，有不同的表演節目：
- 浮動舞台（Seebühne），在博登湖水岸邊的舞台，可以容納七千名觀眾，參與大型音樂或歌劇演出
- 節慶劇院（Festspielhaus），演出少見的歌劇曲目
- Werkstattbühne，演出當代的歌劇與戲劇節目
- 穀物市場劇院（Theater am Kornmarkt），輕歌劇與戲劇
- shed8/Theater Kosmos，跨文化的戲劇

## 軼事
- 龐德系列電影《新鐵金剛之量子殺機》拍攝時的取景，正值音樂節上演《托斯卡》的實況當中[7]
- 德國的ZDF曾在浮船舞台上轉播2008年的歐錦賽

## 外部連結
- 官方网站